# Blasco Ibáñez, la novela de su vida
Blasco Ibáñez, la novela de su vida és una minisèrie espanyola dirigida per Luis García Berlanga on es narra la vida de l'escriptor valencià Blasco Ibáñez des dels seus començaments literaris i polítics fins que la fama li transporta a recórrer el món i gaudir dels plaers. El rodatge de la sèrie va començar el 10 de juny de 1996, encara que va rebre bastantes retallades de pressupost.

## Producció
El director va dir de l'escriptor com un «M'interessen els seus fulgurants èxits i multitudinaris homenatges». El projecte va ser aprovat en 1990 i des de la idea original de l'escriptor la sèrie va sofrir moltes retallades fins que va començar a rodar-se el 10 de juny de 1996, no es va poder rodar a Montecarlo ni tampoc a Hollywood pel que es van usar diapositives. Així i tot, la sèrie va comptar amb un dels pressupostos més alts del moment.

## Repartiment
- Ramón Langa interpreta a Blasco Ibáñez
- Ana Obregón interpreta a Elena Ortúzar Chita
- Carlos Iglesias interpreta a Joaquín Sorolla
- Emma Penella interpreta a Emilia Pardo Bazán
- Félix Granado interpreta a Rex Ingram